# Ausbildung zum Offizier der Reserve in Russland

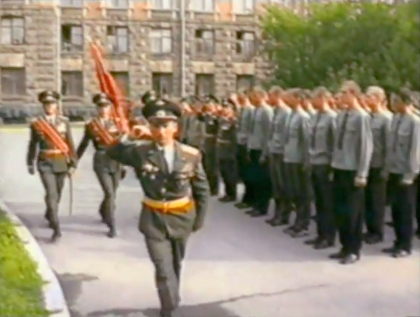
Oberst Leonid Chabarow führt eine Ehrengarde vor der Formation der zum Reserveoffizier auszubildenden Studenten an.

Das russische System der Ausbildung zum Offizier der Reserve ist dazu bestimmt, Studenten der zivilen Hochschulen während ihres Studiums und außerhalb des Wehrdienstes zum Reserveoffizier auszubilden.

## Geschichte

### In der Sowjetzeit
In der Sowjetunion wurde im Jahr 1927 die Ausbildung zum Offizier unter den Studenten der zivilen Hochschulen organisiert. Gemäß dem Gesetz vom 13. August 1930 Nr. 42/253b „Über den obligatorischen Wehrdienst“ wurde sie die höchste außerhalb der Streitkräfte durchzuführende Ausbildung genannt, und die damit betrauten Hochschulen sollten vom Volkskommissariat für militärische und maritime Angelegenheiten der UdSSR festgelegt werden. Die erste einschlägige Liste wurde bereits im Jahre 1927 vorgelegt.
Anfänglich wurde der für die Durchführung der höchsten außerhalb der Streitkräfte durchzuführenden Ausbildung zuständige Offizier der Militärleiter genannt. Der erste Kongress der Militärleiter fand im Jahr 1927 statt. Der Begriff „Militärfachbereich“ entstand später, als das Dekret Nr. 413 des Rats der Volkskommissare der Sowjetunion vom 13. April 1944 veröffentlicht wurde.
Mit der Einführung des Gesetzes Nr. 1950-VII der UdSSR vom 12. Oktober 1967, „Über die allgemeine Wehrpflicht“, wurde die Ausbildung am Militärfachbereich bei gesundheitlicher Eignung obligatorisch für alle wehrtauglichen männlichen und weiblichen Studenten, sofern sie an den Hochschulen mit Militärfachbereichen studierten.
Während des Studiums wurden Studenten von der Einberufung zum Wehrdienst zurückgestellt, unabhängig davon, ob es in ihrer Hochschule einen Militärfachbereich gab oder nicht. Nach dem Abschluss der Hochschule konnten sie zum Wehrdienst einberufen werden. Die Absolventen der Militärfachbereiche wurden für die Dauer von 2–3 Jahren als Offiziere zum Wehrdienst einberufen, jedoch konnte die Einberufung solcher Absolventen nur bis zum Erreichen des 27. Lebensjahres durchgeführt werden. Die Einberufung von Reserveoffizieren war nicht vollständig, weil tatsächlich nur ein Teil von ihnen vor der Erreichung des obengenannten Alters einberufen wurde. Nach dem Ende des Wehrdienstes wurden solche Offiziere wieder in die Reserve der sowjetischen Streitkräfte eingetragen. Im militärischen Slang wurden sie „Jackette“ genannt (Einer der „Jackette“, der später eine glänzende Militärkarriere machte, war Anatoli Kwaschnin.)
In den Jahren 1960–1970 erhöhte sich die Anzahl der Universitäten und Institute mit Militärfachbereichen auf 497, die jährliche Anzahl der Absolventen betrug circa 170.000, von denen etwa 30 % zum aktiven Militärdienst einberufen wurden. Die Anzahl der zivilen Hochschulen mit Militärfachbereichen sank bis 1990 auf 397.
Die sowjetische Militärausbildung zielte auf die Berufsausbildung von Offizieren in einzelnen Militärfachrichtungen ab, was sich stark vom amerikanischen Militärausbildungssystem unterschied, wo frischgebackene Leutnante konkrete Militärfachrichtungen in den Rahmen des sogenannten Karrierezweigs in besonderen Schulen lernten, nachdem sie Militärakademien oder einschlägige Abteilungen des Reserveoffiziers-Ausbildungskorps an zivilen Universitäten absolviert hatten. Studenten der sowjetischen Hochschulen mit Militärfachbereichen konnten Militärfachrichtungen nicht wählen, weil eine konkrete Militärfachrichtung, die im Militärfachbereich ihrer Hochschule gelehrt wurde, durch eine Anordnung des Rektors ihrer Hochschule mit einer konkreten zivilen Fachrichtung ihrer Hochschule verbunden wurde. Dies unterschied sich auch vom amerikanischen System, wo jeder Student der zivilen Universität zwischen verfügbaren Arten von Reserveoffiziers-Ausbildungskorps (Heer, Marine, Luftstreitkräfte) wählen konnte. Die sowjetische Militärdoktrin sah massive Mobilisierung vor und erforderte im Kriegsfall eine erhebliche Anzahl an Reserveoffizieren sowohl für die Führung der Militäroperationen als auch für die Wartung der Militärausrüstung, weshalb die Militärfachbereiche sich auf die Ausbildung zum Offizier größtenteils in den Kommando- und Ingenieursfachrichtungen und weniger in den Verwaltungs- und Humanitärfachrichtungen konzentrierten.
Die militärische Ausbildung wurde ab dem Jahr 1990 für alle Studenten freiwillig, jedoch blieb die Wahl der Militärfachrichtungen weiter unmöglich.

### In der Postsowjetzeit
Russland erbte das sowjetische System der Ausbildung zum Reserveoffizier. 241 russische zivile Hochschulen behielten nach dem Zerfall der Sowjetunion Militärfachbereiche. Einige Universitäten hatten mehrere Militärfachbereiche, die sich später zu Militärfakultäten vereinigten. Anfänglich gab es einen Plan, die Anzahl der Militärfachbereiche beträchtlich zu vermindern. Dies wurde aber verworfen, aufgrund des akuten Mangels an Leutnanten, ausgelöst durch die freiwillige Kündigung junger Karriereoffiziere wegen der in den 1990er Jahren existierenden finanziellen Probleme der Streitkräfte Russlands. Zur Kompensation sollten Reserveoffiziere einberufen werden, was vor dem Hintergrund des ersten Tschetschenienkriegs eine besondere Bedeutung erhielt.
Durch das Bundesgesetz vom 28. März Nr. 53-FZ (in der Fassung, die am 31. Dezember 2007 gültig war) war vorgesehen, dass nur Studenten des Direktstudiums am Militärfachbereich eingeschrieben werden konnten. Der Eintritt in den Militärfachbereich war freiwillig. Studenten konnten die Militärfachrichtung nicht wählen, da sie weiterhin durch ihre grundlegende zivile Fachrichtung vorherbestimmt wurde:

Eine konkrete Militärfachrichtung, die vom Militärfachbereich der Hochschule gelehrt wurde, wurde durch Anordnung des Rektors der Hochschule an eine konkrete zivile Fachrichtung, die von der Hochschule gelehrt wurde, gebunden. Nach dem Lehrgang, der unter anderem Wehrausbildungslager oder ein Praktikum bei einem Militärverband umfasste, und dem erfolgreich bestandenen staatlichen Examen wurde der Student zur Beförderung zum ersten Offiziersdienstgrad (Leutnant) nominiert. Der Absolvent wurde zum Offizier gleichzeitig mit dem Eintrag in der Reserve der Streitkräfte Russlands befördert. Jedoch trat die einschlägige Anordnung des Ministers der Verteidigung der Russischen Föderation nur unter der Bedingung der erfolgreichen Absolvierung die Hochschule in der grundlegenden zivilen Fachrichtung in Kraft. Daraufhin konnte ein solcher Offizier bis zum Erreichen seines 27. Lebensjahres aus der Reserve zum aktiven Militärdienst einberufen werden. Die Dauer des aktiven Militärdienstes betrug 2 Jahre; anschließend wurde er wieder in die Reserve der Streitkräfte Russlands eingetragen.
In den späten 1990er und frühen 2000er Jahren waren 40 % aller Zugführer Absolventen der Militärfachbereiche der zivilen Hochschulen. In den Jahren 2000 bis 2004 betrug die jährliche Anzahl der Absolventen der Militärfachbereiche circa 65.000 Personen, von denen circa 15.000 zum aktiven Militärdienst einberufen wurden.
Die Praxis hat gezeigt, dass die Absolventen der Militärfachbereiche nicht so gut in der Exerzierausbildung, Waffenausbildung und Führung des Militärpersonals waren wie Karriereoffiziere. Jedoch schafften die „Jackette“ die Wartung der Militärausrüstung, die Verwaltungsarbeit und andere Tätigkeiten, die spezifisches Wissen forderten, sehr gut. Hinzu kommt, dass die Kosten der Ausbildung eines solchen Offiziers 4–5-mal niedriger waren als die Kosten der Ausbildung des Karriereoffiziers. Die nachfolgenden Reformen zielten darauf ab, die Anzahl der Studenten der zivilen Hochschulen zu verringern, die eine Ausbildung an den Militärfachbereichen machten und gleichzeitig die möglichst weitgehende Annäherung der Militärfachrichtung und der grundlegenden zivilen Fachrichtung des Studenten sicherzustellen.

#### Reform 2005–2008
Im Jahr 2005 kündigte der Minister der Verteidigung der Russischen Föderation, Sergei Iwanow, die bevorstehende erhebliche Verringerung der Anzahl der Militärfachbereiche, die die Ausbildung zum Reserveoffizier unter den Studenten der zivilen Hochschulen organisierten, an. Bis zum Jahr 2008 gab es 235 Hochschulen mit den Militärfachbereichen in Russland. Bis März 2008 verloren 168 von diesen 235 Hochschulen ihre Militärfachbereiche. Außerdem wurden 37 von 67 Hochschulen, die die Militärfachbereiche behielten, die Basis für die Schaffung der neuen ausbildenden militärischen Zentren.
Am 1. Januar 2008 traten die im Bundesgesetz vom 6. Juli 2006 Nr. 104-FZ enthaltenen Änderungen in Kraft, gemäß denen die Einberufung der Reserveoffiziere zum aktiven Militärdienst absagten (mit Ausnahme der kurzfristigen Wehrausbildungslager in der Friedenszeit und der Mobilisierung in der Kriegszeit). Somit sollten Absolventen der Militärfachbereiche der zivilen Hochschulen zum Wehrdienst nicht mehr einberufen werden, wohingegen sie früher selektiv einberufen wurden. Gleichzeitig sahen die Änderungen die Schaffung der militärischen Ausbildungsabteilungen von einer neuen Art bei den zivilen Hochschulen vor, die ausbildende militärische Zentren genannt wurden. Der Unterschied zwischen ausbildenden militärischen Zentren und Militärfachbereichen war, dass absolut alle Absolventen der ausbildenden militärischen Zentren gleich nach dem Abschluss ihres Studiums gemäß Voraussetzungen der abgeschlossenen Verträge in den aktiven Militärdienst eintreten mussten. Die Dauer des aktiven Militärdienstes solcher Offiziere betrug 3 Jahre. Der Eintritt in die ausbildenden militärischen Zentrum war freiwillig.
Im Allgemeinen konzentrierten die ausbildenden militärischen Zentren sich auf die Ausbildung zum Karriereoffizier, die Militärfachbereiche hingegen auf die Ausbildung zum Reserveoffizier. Die meisten an den ausbildenden militärischen Zentren ausgebildeten Offiziere hatten Militärfachrichtungen, die zum Gebiet der Tätigkeit der Unterstützungseinheiten gehörten (Militäringenieure, Militärärzte, Militärpolizisten und so weiter).
Ab 6. März 2008 gab es 37 ausbildende militärische Zentren und 67 Militärfachbereiche oder Militärfakultäten (eine Militärfakultät bestand aus ein paar Militärfachbereichen).

#### Reform 2019
Am 1. Januar 2019 traten die im Bundesgesetz vom 3. August 2018 Nr. 309-FZ enthaltenen Änderungen in Kraft. Gemäß diesen Änderungen wurden alle Militärfachbereiche, Militärfakultäten und ausbildenden militärischen Zentren aufgelöst. Seit 13. März 2019 machen Studenten der zivilen Hochschulen beide Arten von Ausbildung (zum Reserveoffizier und zum Karriereoffizier) am neuen und einzigen Typ der militärischen Ausbildungsabteilungen bei den 93 zivilen Hochschulen Russlands, den militärischen Ausbildungszentren.

## Eintritt
Das Verfahren des Eintritts in die militärischen Ausbildungszentren ist durch die Verordnung des Ministers der Verteidigung der Russischen Föderation vom 26. August 2020 Nr. 400 geregelt.
Jeder Student des Direktstudiums, der die Ausbildung am militärischen Ausbildungszentrum seiner Hochschule zu machen wünscht, soll einen einschlägigen Antrag stellen. Danach muss er sich sowohl einer ärztlichen Untersuchung als auch einer psychologischen Begutachtung unterziehen und einen Fitnesstest bestehen. Die Zulassung zur Ausbildung erfolgt auf der wettbewerblichen Grundlage, weil die Anzahl der Ausbildungsplätze begrenzt ist. Diese Anzahl wird jährlich von der Hauptverwaltung des Personals des Verteidigungsministeriums der Russischen Föderation separat für jedes militärische Ausbildungszentrum, jede Militärfachrichtung, jedes Programm (zum Karriereoffizier oder zum Reserveoffizier), jedes Geschlecht (männliches oder weibliches) festgelegt, wie zum Beispiel unten dargestellt:
| der Code der Militärfachrichtung                                                   | das Programm der Ausbildung zum Karriereoffizier | das Programm der Ausbildung zum Karriereoffizier | das Programm der Ausbildung zum Reserveoffizier | das Programm der Ausbildung zum Reserveoffizier |
| der Code der Militärfachrichtung                                                   | Männer                                           | Frauen                                           | Männer                                          | Frauen                                          |
| ---------------------------------------------------------------------------------- | ------------------------------------------------ | ------------------------------------------------ | ----------------------------------------------- | ----------------------------------------------- |
| das militärische Ausbildungszentrum an der XXXXXX Staatlichen Universität          |                                                  |                                                  |                                                 |                                                 |
| ВУС-XXX001                                                                         | 100                                              | 10                                               | 150                                             | 30                                              |
| ВУС-XXX002                                                                         | 30                                               | 3                                                | 65                                              | 4                                               |
| das militärische Ausbildungszentrum an der XXXXXXXXXXXXXXX Staatlichen Universität |                                                  |                                                  |                                                 |                                                 |
| ВУС-XXX001                                                                         | 75                                               | 5                                                | 90                                              | 15                                              |
| ВУС-XXX003                                                                         | 10                                               | 0                                                | 15                                              | 0                                               |

Der Student, der die Ausbildung am militärischen Ausbildungszentrum seiner Hochschule zu machen wünscht, kann die Militärfachrichtung nicht wählen, weil jede Militärfachrichtung, die vom militärischen Ausbildungszentrum der Hochschule gelehrt wird, mit der Anordnung des Rektors der Hochschule zu einer konkreten zivilen Fachrichtung, die von der Hochschule gelehrt wird, verbunden ist, wie zum Beispiel unten dargestellt:
| der Code der zivilen Fachrichtung | der Code der Militärfachrichtung |
| --------------------------------- | -------------------------------- |
| XX.XX.01                          | ВУС-XXX001                       |
| XX.XX.07                          | ВУС-XXX003                       |
| XX.XX.09                          | ВУС-XXX005                       |

Während des Verfahrens des Wettbewerbs werden die akademischen Leistungen der Studenten, die ihren Wunsch nach ihrem Eintritt in das militärische Ausbildungszentrum angekündigt haben, berücksichtigt. Einige Studenten haben Vorteile bei der Zulassung: Waisen, Personen, die ohne Fürsorge der Eltern bleiben, Kinder der Militärangehörigen der Streitkräfte Russlands, Personen, die als Wehrpflichtige in den Streitkräften Russlands gedient haben.
Die Studenten, die erfolgreich den Wettbewerb bestanden haben, unterschreiben die Ausbildungsverträge und werden durch die Anordnung des Rektors zum militärischen Ausbildungszentrum zugelassen. Die zum Karriereoffizier auszubildenden Studenten haben das Recht auf ein zusätzliches Stipendium.

## Ausbildungsprozess
Gemäß der Verordnung des Ministers der Verteidigung der Russischen Föderation vom 26. August 2020 Nr. 400 wird ein eigenes Programm für jede Militärfachrichtung entwickelt, das umfasst:
- Klassenunterricht zu Fächern (Vorlesungen, Seminare, praktischer Unterricht, Laborübungen, besondere Kriegsspiele)
- Hausaufgaben
- Fitness
- Gruppenfeldübungen (taktische Übungen, besondere Kriegsspiele)
- Zwischenprüfungen (Tests und Examen)
- Wehrausbildungslager
- abschließende Prüfung (fachübergreifendes Examen)

Normalerweise finden einmal pro Woche (am sogenannten „Militärtag“) Klassenunterricht, Fitness und Gruppenfeldübungen statt. „Militärtag“ wird durch die Anordnung des Rektors in Absprache mit dem Leiter des militärischen Ausbildungszentrums festgelegt. Es gibt an diesem Tag keinen Unterricht zu Fächern der zivilen Fachrichtungen einschließlich für Studenten, die keine Ausbildung am militärischen Ausbildungszentrum machen.
Die Zwischenprüfungen finden am Ende jedes Semesters statt. Nach dem Abschluss des Kurses werden Studenten in den Sommerferien zu 30-tägigen Wehrausbildungslagern entsandt. Nach dem Wehrausbildungslager werden Studenten zur abschließenden Prüfung zugelassen. Studenten, die das staatliche Examen erfolgreich bestanden haben, werden durch die Anordnung des Ministers der Verteidigung der Russischen Föderation zum Leutnant befördert, aber diese Anordnung tritt nur nach der erfolgreichen Absolvierung der Hochschule in der grundlegenden zivilen Fachrichtung in Kraft.

## Nach der Absolvierung
Alle Absolventen der militärischen Ausbildungszentren sind von der Einberufung zum Wehrdienst befreit.
Die Personen, die die Ausbildung zum Karriereoffizier gemacht haben, sind gemäß den Ausbildungsverträgen verpflichtet, mindestens 3 Jahre im aktiven Militärdienst zu dienen.
Die Personen, die die Ausbildung zum Reserveoffizier gemacht haben, sind nicht verpflichtet, zu dienen, und werden gleich nach der Absolvierung in die Reserve der russischen Streitkräfte eingetragen. Sie dürfen auf der freiwilligen Grundlage in den aktiven Militärdienst oder in die mobilisierbare menschliche Reserve (Teilzeitmilitärdienst) eintreten. Jedoch können sie auf der unfreiwilligen Grundlage in der gesetzlich vorgeschriebenen Weise in der Friedenszeit zu den Wehrlagern einberufen und in der Kriegszeit mobilisiert werden.